# Adapazarı
Adapazarı est le chef-lieu de la province turque de Sakarya. En 2008, la ville compte environ 408 000 habitants.

## Géographie physique

### Situation
La ville est située à 130 km à l'est d'Istanbul et 50 km au sud de la mer Noire, à proximité du lac de Sapanca (Sapanca Gölü), dans une plaine fertile et humide.

### Géologie
La ville est située à proximité de la faille nord-anatolienne et subit une forte activité sismique. Elle a été gravement touchée par le tremblement de terre de Marmara le 17 août 1999.

### Climat
Adapazarı bénéficie d'un climat subtropical humide (classification de Köppen : Cfa). Les étés sont chauds et humides et les hivers sont relativement froids. Les précipitations sont abondantes et bien réparties tout au long de l'année, avec un léger creux pluviométrique au printemps et à l'été. Les chutes de neige sont fréquentes en hiver, mais l'enneigement est limité par des températures généralement douces. L'humidité accentue la chaleur des étés, avec des températures minimales moyennes qui ne descendent guère en dessous de 19°C en juillet et août, même au beau milieu de la nuit. De même, l'humidité accentue le froid de l'hiver, même si les températures sont rarement extrêmes. Les températures maximales moyennes sont de 30,5 °C en août et de 10,2 °C en janvier. Le record de chaleur est de 44,0 °C le 13 juillet 2000 et le record de froid est de −14,5 °C le 21 janvier 1961.

## Histoire
La ville est située sur la vieille route militaire qui relie Istanbul à l'est, connue durant l'antiquité tardive en raison du pont du Sangarius, et depuis la fin du XIXe siècle comme une étape sur la voie de chemin de fer d'Anatolie. Une grande partie de sa population tire ses origines des habitants de la mer Noire et de ces cités comme Trabzon et Rize. Une importante communauté arménienne est installée dans la cité depuis 1608. En 1923, les échanges de population entre Turcs et Grecs poussent les Arméniens à s'établir dans diverses régions de Grèce. Un certain nombre d'objets d'art fabriqués par des membres de cette communauté sont aujourd'hui visibles au musée Benaki d'Athènes.

## Administration
La ville est dirigée par Süleyman Dişli de l'AKP.

### Population
Yeni Kent (de yeni, neuf, nouveau, en turc) est une ville nouvelle située à 15 km du centre-ville. Elle compte aujourd'hui 100,000 habitants.

### Transports et communications
Située sur l'axe E 80, la ville est reliée à l'ouest au port d'Izmit (40 km) sur la mer de Marmara et à Istanbul (130 km), à l'est aux villes de Düzce (80 km) et Ankara (305 km).

## Économie

### Agriculture
La ville est située au cœur d'une riche région agricole alimentant principalement sa grande et proche voisine Istanbul : tabac, légumes, noisettes maïs et bois de noyer.

### Industrie
La ville est l'une des cinq plus grandes zones industrielles de la Turquie et bénéficie de sa proximité avec Istanbul : industrie automobile (véhicules chez Toyota et Otokar, pneus chez Goodyear), industrie alimentaire (Seker fabrikasi, fabricant de sucre), industrie textile (soie et lin), construction mécanique (trains, TGV, métro). Les prochaines années verront l'installation d'une usine Suzuki.

### Commerce
Aujourd'hui le commerce est en plein essor avec la réalisation de plusieurs centres commerciaux, notamment le Ada Center, en décembre 2007, et de nouveaux projets comme le Neo City Adapazarı de 140 000 m² et le Kent Park.

## Culture et patrimoine

### Jumelage
- Goražde (Bosnie-Herzégovine)
- Delft (Pays-Bas)
- Choumen (Bulgarie)

### Sport
Adapazarı accueille le club de football du Sakaryaspor qui participe régulièrement à la ligue 1 du championnat de Turquie de football. Le club a révélé plusieurs joueurs dont Hakan Şükür, Tuncay Şanlı et Oğuz Çetin.
Kenan Sofuoglu, quadruple champion du monde Supersport, est originaire d'Adapazarı.

## Personnalités liées à la ville
- Ayfer Tunç (1964-), écrivaine turque, y est née.